# Luigi Eredia
Luigi Eredia, in alcune fonti d'Eredia o d'Heredia (Palermo, ... – Palermo, 1604), è stato un poeta italiano. 
Appartenente ad una nobile famiglia di origini spagnole, compose in siciliano, italiano e spagnolo.